# Boaco
Boaco är en kommun och stad i Nicaragua med 58 496 invånare i kommunen och 24 229 i staden (2012). Den ligger i den bergiga centrala delen av landet i departementet Boaco, som har Boaco som huvudort. Klimatet är varmt men svalare än landets mer befolkade delar längs Stillahavskusten. Boaco är ett centrum för boskapsskötsel och osttillverkning.

## Geografi
Boaco gränsar till kommunerna Esquipulas, Muy Muy och Matiguás i norr, Camoapa i öster, San Lorenzo i söder samt till Teustepe, Santa Lucía och San José de los Remates i väster.

## Historia
Boaco är ett av de många indiansamhällen som redan existerade vid tiden för spanjorernas erövring av Nicaragua. Med hjälp av caciquen i Tipitapa besöktes Boaco 1529 av kaptenen Andrés Garabito för att leta efter guld. Så småningom blev Boaco inkorporarad i den spanska kolonin och Boaco är listad i taxeringslängden från 1581. År 1685 hade Boaco 161 invånare.
Boaco blev 1876 upphöjd från pueblo till rangen av villa, och 1895 från villa till rangen av ciudad (stad).

## Kända personer
- Rafael Antonio Obregón Alfaro (1912-2002), präst, grundade Marialegionen i Nicaragua[7][8]

## Bilder
|  |  |